# Gonorynchus moseleyi
Gonorynchus moseleyi is een straalvinnige vissensoort uit de familie van zandvissen (Gonorynchidae). De wetenschappelijke naam van de soort is voor het eerst geldig gepubliceerd in 1923 door Jordan & Snyder.